# Arcieparchia di Changanacherry

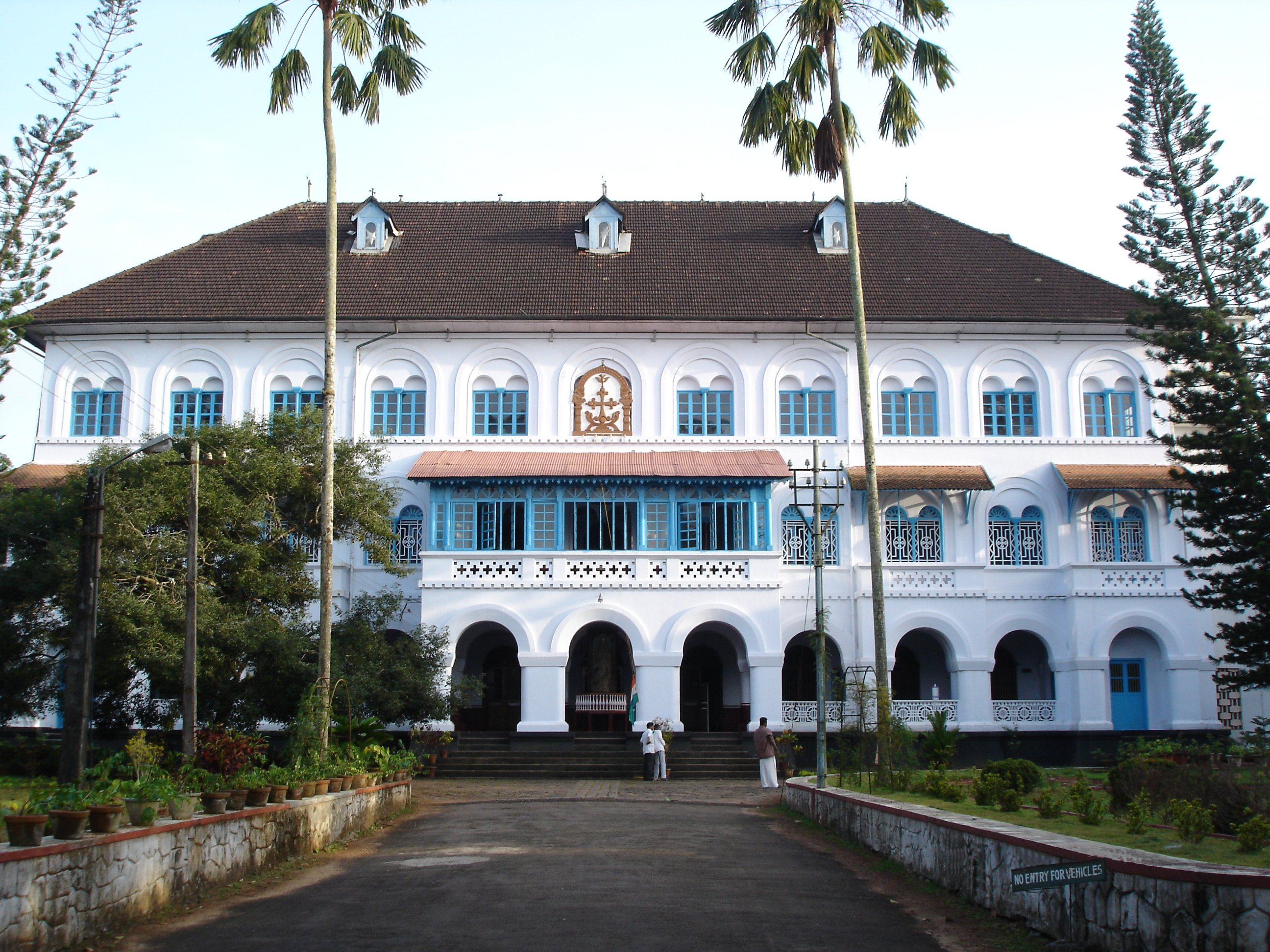
Il palazzo arcivescovile.

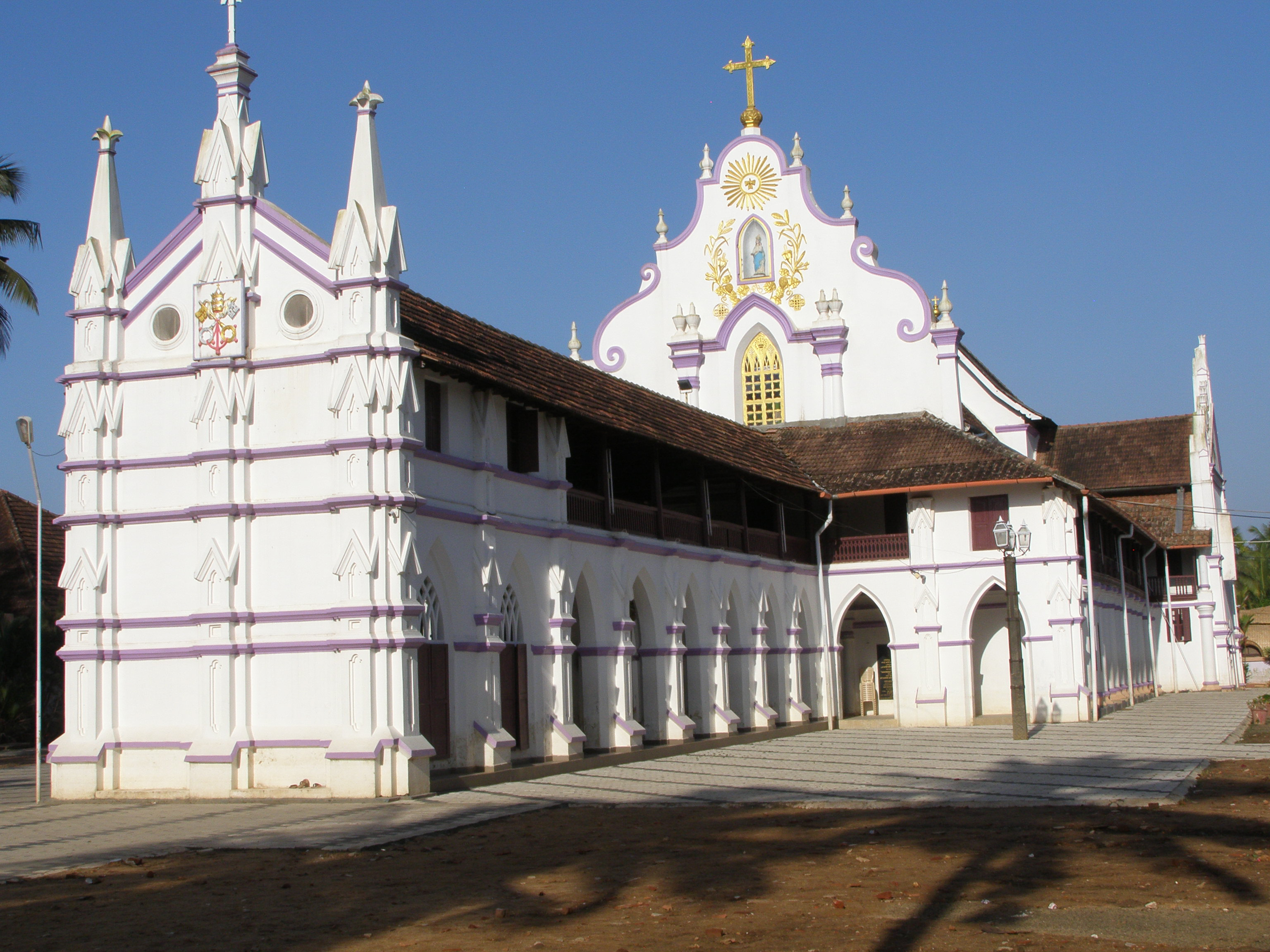
La basilica minore di Santa Maria a Champakulam.

L'arcieparchia di Changanacherry (in latino Archieparchia Changanacherrensis) è una sede metropolitana della Chiesa cattolica siro-malabarese in India. Nel 2023 contava 402.275 battezzati su 10.455.520 abitanti. È retta dall'arcieparca Thomas (Tomy) Tharayil.

## Territorio
L'arcieparchia estende la sua giurisdizione sui fedeli della Chiesa cattolica siro-malabarese nei distretti civili di Thiruvananthapuram, Kollam, Alappuzha, e parte di quelli di Kottayam e Pathanamthitta nello stato indiano del Kerala.
Sede arcieparchiale è la città di Changanassery, dove si trova la cattedrale di Santa Maria. A Champakulam, nel distretto di Alappuzha, sorge la basilica minore di Santa Maria.
Il territorio si estende su 8.450 km² ed è suddiviso in 248 parrocchie.

### Provincia ecclesiastica
La provincia ecclesiastica di Changanacherry, istituita nel 1959, comprende le seguenti suffraganee:
- l'eparchia di Palai, eretta nel 1950;
- l'eparchia di Kanjirapally, eretta nel 1977;
- l'eparchia di Thuckalay, eretta nel 1996.

## Storia
Il vicariato apostolico di Changanacherry fu eretto il 28 luglio 1896 con il breve Quae rei sacrae di papa Leone XIII, ricavandone il territorio dal soppresso vicariato apostolico di Kottayam.
Il 29 agosto 1911 cedette al nuovo vicariato apostolico di Kottayam (oggi arcieparchia) la giurisdizione sulle parrocchie della comunità Knanaya (i cui membri sono chiamati anche "Sudisti").
Il 21 dicembre 1923 il vicariato apostolico fu elevato a eparchia con la bolla Romani Pontifices di papa Pio XI. Originariamente era suffraganea dell'arcieparchia di Ernakulam.
Il 25 luglio 1950 cedette un'altra porzione di territorio a vantaggio dell'erezione dell'eparchia di Palai.
Il 29 aprile 1955 ampliò il proprio territorio, estendendo la sua giurisdizione ai fedeli di rito siriaco orientale residenti nelle diocesi latine di Quilon, Trivandrum e Kottar.
Il 10 gennaio 1959 l'eparchia è stata elevata al rango di arcieparchia metropolitana con la bolla Regnum caelorum di papa Giovanni XXIII.
Il 26 febbraio 1977 e l'11 novembre 1996 ha ceduto altre porzioni di territorio a vantaggio dell'erezione rispettivamente delle eparchie di Kanjirapally e di Thuckalay.

## Cronotassi dei vescovi
Si omettono i periodi di sede vacante non superiori ai 2 anni o non storicamente accertati.
- Matthew Makil † (25 ottobre 1896 - 29 agosto 1911 nominato vicario apostolico di Kottayam)
- Thomas Kurialachery † (30 agosto 1911 - 2 giugno 1925 deceduto)
  - Sede vacante (1925-1927)
- James Kalacherry (Kalassery) † (24 ottobre 1927 - 27 ottobre 1949 deceduto)
- Matthew Kavukattu † (25 luglio 1950 - 9 ottobre 1969 deceduto)
- Antony Padiyara † (14 giugno 1970 - 23 aprile 1985 nominato arcivescovo di Ernakulam)
- Joseph Powathil † (5 novembre 1985 - 22 gennaio 2007 ritirato)
- Joseph Perumthottam (22 gennaio 2007 - 30 agosto 2024 ritirato)
- Thomas (Tomy) Tharayil, dal 30 agosto 2024

## Statistiche
L'arcieparchia nel 2023 su una popolazione di 10.455.520 persone contava 402.275 battezzati, corrispondenti al 3,8% del totale.
| anno | popolazione | popolazione | popolazione | presbiteri | presbiteri | presbiteri | presbiteri                | diaconi | religiosi | religiosi | parrocchie |
| anno | battezzati  | totale      | %           | numero     | secolari   | regolari   | battezzati per presbitero | diaconi | uomini    | donne     | parrocchie |
| ---- | ----------- | ----------- | ----------- | ---------- | ---------- | ---------- | ------------------------- | ------- | --------- | --------- | ---------- |
| 1950 | 415.925     | 2.000.000   | 20,8        | 494        | 370        | 124        | 841                       |         | 140       | 789       | 200        |
| 1959 | 314.691     | 4.561.961   | 6,9         | 295        | 200        | 95         | 1.066                     |         | 128       | 812       | 147        |
| 1970 | 370.819     | 9.376.000   | 4,0         | 453        | 319        | 134        | 818                       |         | 182       | 1.976     | 157        |
| 1980 | 300.243     | ?           | ?           | 354        | 261        | 93         | 848                       |         | 110       | 1.682     | 185        |
| 1990 | 350.000     | ?           | ?           | 985        | 580        | 405        | 355                       |         | 487       | 2.074     | 197        |
| 1999 | 350.000     | 12.600.000  | 2,8         | 664        | 288        | 376        | 527                       |         | 444       | 2.690     | 240        |
| 2000 | 380.000     | 13.000.000  | 2,9         | 570        | 300        | 270        | 666                       |         | 329       | 2.872     | 271        |
| 2001 | 380.000     | 13.000.000  | 2,9         | 584        | 302        | 282        | 650                       |         | 349       | 3.000     | 277        |
| 2002 | 380.000     | 13.000.000  | 2,9         | 589        | 307        | 282        | 645                       |         | 343       | 2.901     | 268        |
| 2003 | 380.000     | 9.300.000   | 4,1         | 574        | 321        | 253        | 662                       |         | 292       | 2.787     | 271        |
| 2004 | 382.000     | 9.300.000   | 4,1         | 585        | 332        | 253        | 652                       |         | 292       | 2.810     | 271        |
| 2006 | 390.000     | 9.394.000   | 4,2         | 637        | 300        | 337        | 612                       |         | 461       | 2.720     | 266        |
| 2009 | 385.000     | 9.430.000   | 4,1         | 650        | 320        | 330        | 592                       |         | 575       | 2.700     | 276        |
| 2013 | 380.505     | 9.297.000   | 4,1         | 683        | 338        | 345        | 557                       |         | 597       | 2.655     | 278        |
| 2016 | 398.400     | 9.516.200   | 4,2         | 749        | 352        | 397        | 531                       |         | 650       | 3.293     | 241        |
| 2019 | 405.460     | 10.038.680  | 4,0         | 811        | 394        | 417        | 499                       |         | 699       | 2.374     | 248        |
| 2021 | 402.200     | 10.249.885  | 3,9         | 450        | 390        | 60         | 893                       |         | 332       | 2.374     | 248        |
| 2023 | 402.275     | 10.455.520  | 3,8         | 460        | 398        | 62         | 874                       |         | 202       | 2.374     | 248        |